# Szczytniki (gmina)
Szczytniki – gmina wiejska w województwie wielkopolskim, w powiecie kaliskim. W latach 1975–1998 gmina położona była w województwie kaliskim.
Siedziba gminy to Szczytniki. Na terenie gminy znajdują się dwa zdegradowane miasta – Iwanowice i Staw, których historyczne herby upamiątniono w herbie gminy Szczytniki.
Według danych z 31 grudnia 2024 gminę zamieszkiwało 7524 osoby.

## Struktura powierzchni
W 2005 obszar gminy Szczytniki wynosił 110,66 km² (ob. 110,7 km²), w tym:
- użytki rolne: 97,74 km²
  - grunty orne: 85,76 km²
  - sady: 2,37 km²
  - łąki: 6,23 km²
  - pastwiska: 3,38 km²
- lasy: 4,55 km²
- pozostałe grunty (w tym nieużytki): 8,37 km²

## Demografia

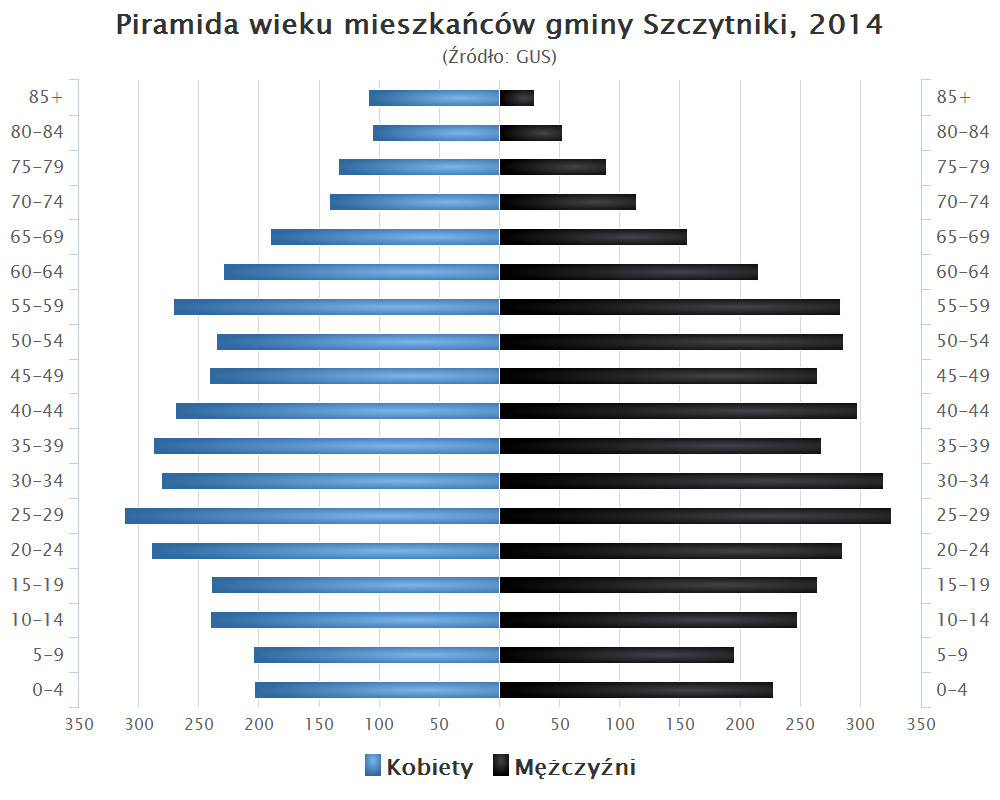
Piramida wieku mieszkańców gminy Szczytniki w 2014 roku

Dane z 31 grudnia 2024:
| Opis                              | Ogółem | Ogółem | Kobiety | Kobiety | Mężczyźni | Mężczyźni |
| --------------------------------- | ------ | ------ | ------- | ------- | --------- | --------- |
| jednostka                         | osób   | %      | osób    | %       | osób      | %         |
| populacja                         | 7524   | 100    | 3783    | 50,3    | 3741      | 49,7      |
| gęstość zaludnienia (mieszk./km²) | 68     | 68     | 34,2    | 34,2    | 33,8      | 33,8      |

## Miejscowości
Antonin, Borek, Bronibór, Chojno, Cieszyków, Daniel, Główczyn, Gorzuchy, Górki, Grab, Guzdek, Helenów, Iwanowice, Joanka, Kobylarka, Kornelin, Korzekwin, Korzekwin (kolonia), Kościany, Krowica Pusta, Krowica Zawodnia, Krzywda, Kuczewola, Lipka, Mała Gmina, Marchwacz, Marchwacz-Kolonia, Marcjanów, Mroczki Wielkie, Murowaniec, Niemiecka Wieś, Pamiątków, Pieńki, Popów, Poręby, Pośrednik, Radliczyce, Rudunki Szczytnickie, Sobiesęki Drugie, Sobiesęki Pierwsze, Sobiesęki Trzecie, Staw, Strużka, Szczytniki, Szczytniki-Kolonia, Trzęsów, Tymieniec, Tymieniec-Dwór, Tymieniec-Jastrząb, Tymieniec-Kąty, Tymieniec-Niwka, Włodzimierz.

## Sąsiednie gminy
Błaszki, Brzeziny, Godziesze Wielkie, Goszczanów, Koźminek, Opatówek